# Triboulet
Cet article traite du bouffon de Louis XII et François Ier. Pour le bouffon de René d'Anjou, voir Triboulet (dramaturge). Pour d’autres homonymes, voir Triboulet (homonymie) .
 (mai 2013).
Si vous disposez d'ouvrages ou d'articles de référence ou si vous connaissez des sites web de qualité traitant du thème abordé ici, merci de compléter l'article en donnant les références utiles à sa vérifiabilité et en les liant à la section « Notes et références ».
Nicolas Ferrial, dit Le Févrial, alias Triboulet, né en 1479 à Blois (actuel Loir-et-Cher) et mort en 1536, est le bouffon de la cour de France sous les règnes de Louis XII et François Ier.
Il y aurait en réalité eu deux bouffons successifs nommés Triboulet. Ils sont eux-mêmes souvent confondus avec un premier Triboulet, bouffon à la cour de René d'Anjou.

## Biographie
Peu d'informations sont disponibles sur sa vie. On connaît surtout des anecdotes qui lui sont attribuées.
Jean Marot, historiographe de Louis XII, le décrit ainsi :
« Triboulet fut un fol de la teste écorné,
Aussi saige [sage] à trente ans que le jour qu’il fut né.
Petit front et gros yeux, nez grand taillé à voste,
Estomac plat et long, hault dos à porter hoste !
Chacun contrefaisoit, chanta, dansa, prescha,
Et du tout si plaisant qu’onc homme ne fascha. »
À sa mort, le nouveau fou du roi, Brusquet, le remplace à la cour de François Ier.[réf. nécessaire]

## Évocations
- Triboulet intervient dans Le Tiers Livre de Rabelais où il répond à sa façon burlesque aux doutes de Panurge concernant le mariage.
- La pièce Le roi s'amuse, de Victor Hugo, a pour personnage principal Triboulet. L'écrivain lui prête un rôle qui va au-delà du grotesque traditionnel du bouffon, lui ajoutant une forme de sublime. Le fou concilie ainsi les deux aspects du drame romantique.
- Le roi s'amuse a inspiré Francesco Maria Piave pour le livret de Rigoletto, musique de Giuseppe Verdi, opéra représenté pour la première fois en 1851.
- Le roman de Michel Zévaco, Triboulet, suivi de La Cour des miracles, où Triboulet est le personnage principal.
- Le Triboulet, journal satirique créé en 1878.
- François Ier et Triboulet, film français de Georges Méliès (1907).
- Le roman de Francis Perrin Le Bouffon des rois, 2011.
- Le roi n'avait pas ri, de Guillaume Meurice aux éditions JC Lattès, 2021.
- Dans le jeu Balatro, Triboulet est un des 5 joker légendaire.

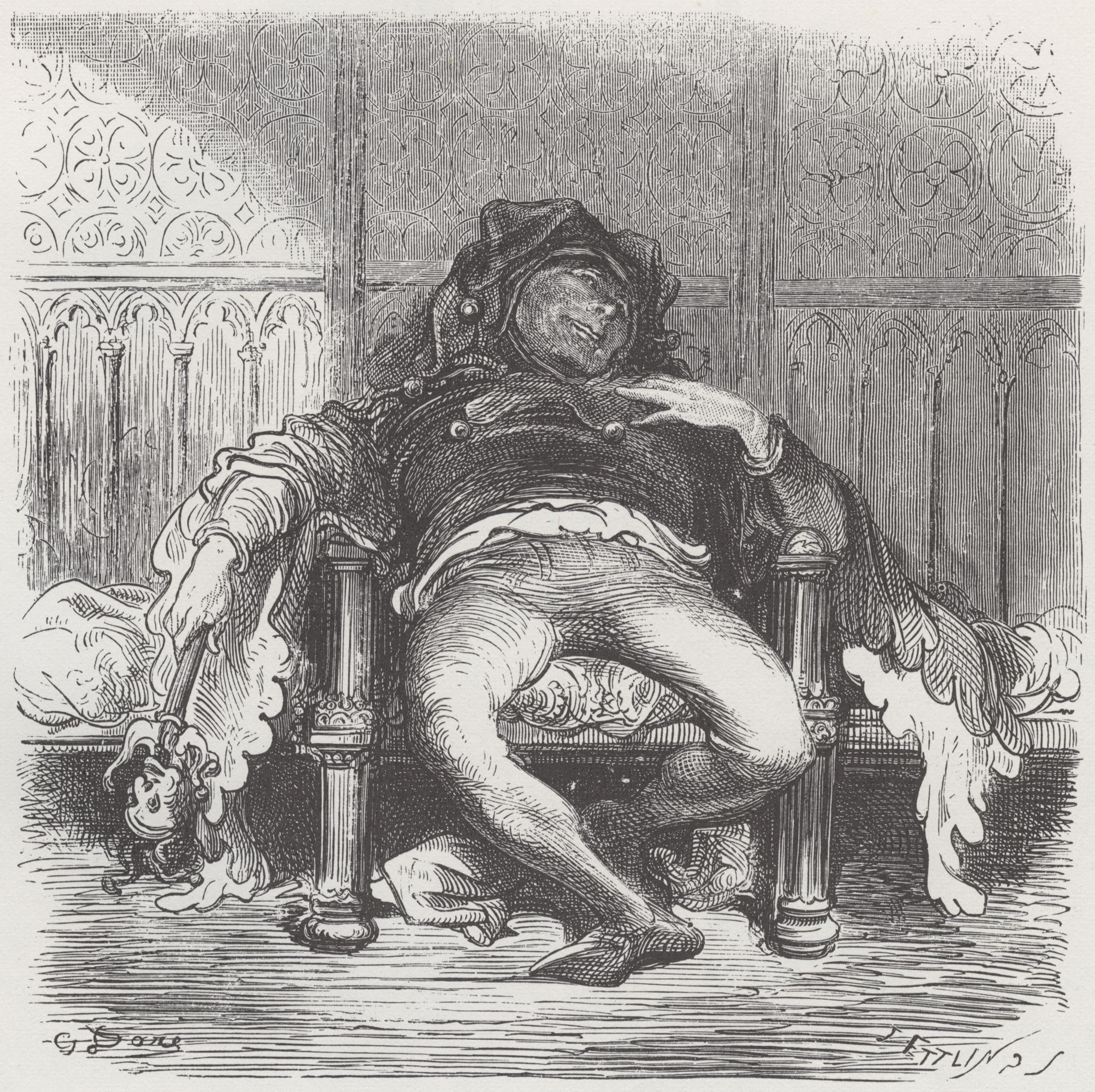
Triboulet dans Le Tiers Livre de Rabelais, vu par Gustave Doré.
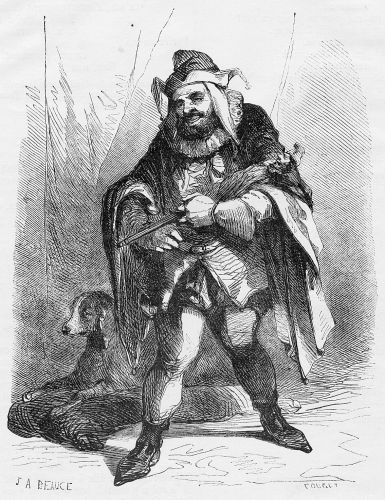
Triboulet dans Le roi s'amuse de Victor Hugo (vers 1832).
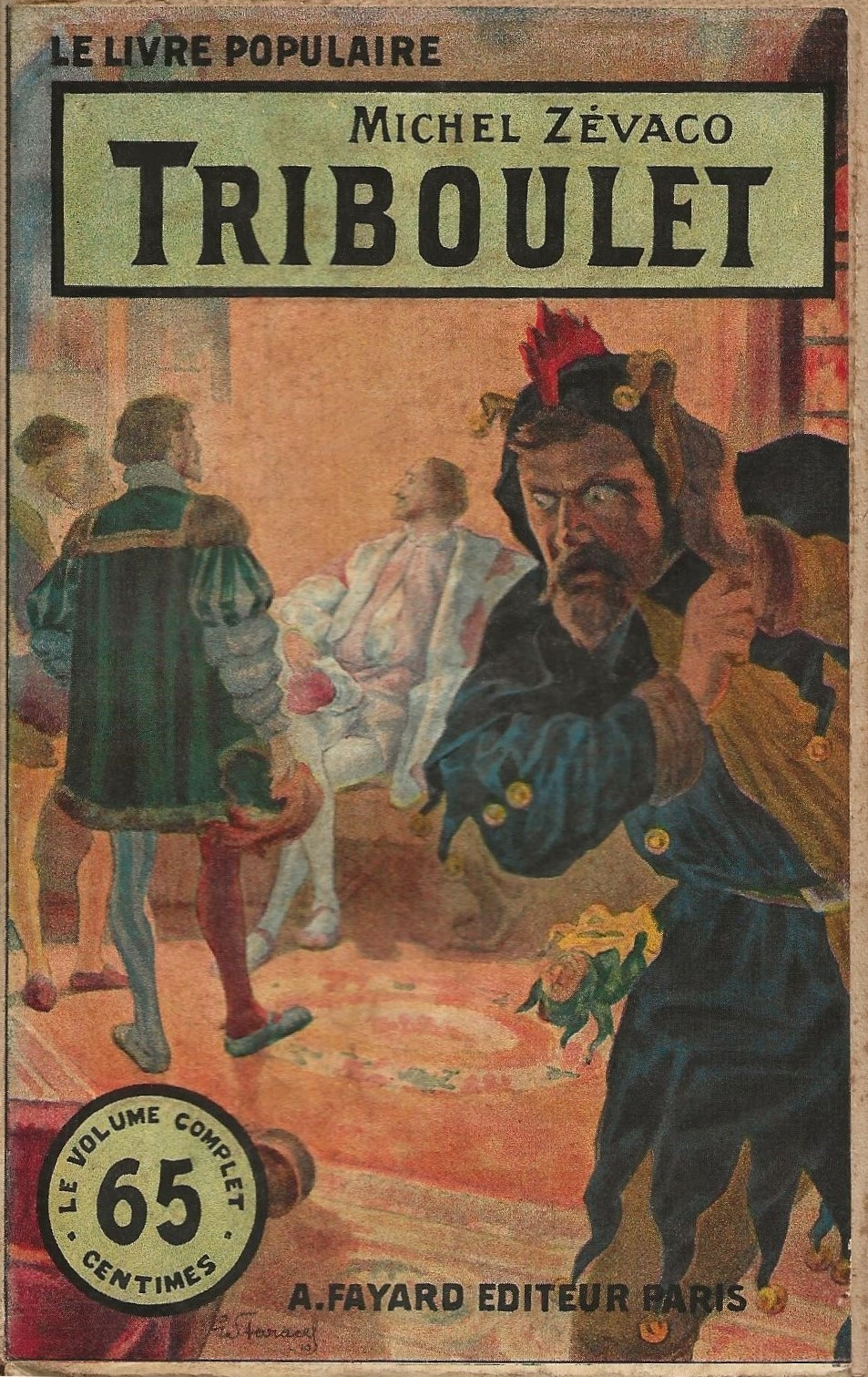
Couverture illustrée par Gino Starace pour le roman Triboulet de Michel Zévaco (mai 1910).